# British and Irish Lions
(Ian McGeechan, presente in sette tour dei British Lions come giocatore e allenatore tra il 1974 e il 2009)
British and Irish Lions (in gallese Llewod Prydeinig a Gwyddelig; in irlandese Leoin na Breataine agus na hÉireann; in scozzese Breetish an Erse Lions) è una selezione internazionale di rugby a 15 espressione delle quattro Federazioni delle Isole Britanniche: Inghilterra, Scozia, Galles e Irlanda; un tempo noti solo come Great Britain quando il Regno Unito (fino al 1921) comprendeva anche l'Irlanda, o anche come British Isles dopo l'indipendenza di quest'ultima, a partire dagli anni cinquanta assunsero la denominazione di British Lions; benché l'aggettivo British fosse relativo alle Isole Britanniche e non alla cittadinanza del Regno Unito, in seguito fu aggiunto anche l'aggettivo Irish con lo stesso significato (in quanto parte dell'Isola di Irlanda è sotto la sovranità dello stesso Regno Unito) e la denominazione attuale prese piede a partire dagli anni novanta.
In italiano, benché sia più familiarmente adottata la notazione inglese, sono noti anche come leoni britannico-irlandesi.
Costituitisi nel 1888, hanno effettuato da allora numerosi tour nell'Emisfero Sud, in particolare in Sudafrica, Australia e Nuova Zelanda, ma talora anche in Argentina; da rilevare anche un incontro con la Francia nel 1989 nel quadro dei festeggiamenti del bicentenario della Rivoluzione.
Gli incontri disputati contro le rappresentative nazionali sono considerati test match per entrambi i contendenti.

## Storia

### 1888 - 1909
Il primo tour di una selezione della “Gran Bretagna” risale al 1888, quando un team di 21 giocatori visitò Australia e Nuova Zelanda. La squadra comprendeva soprattutto giocatori inglesi, con alcuni gallesi e scozzesi.
Non si disputarono test ufficiali, ma solo incontri contro squadre di province, città ed università. Vinsero 27 match su 35, e giocarono anche 21 match di Football Australiano contro club degli stati di Vittoria e Australia Meridionale, vincendone sei.
Questo tour, pur non riconosciuto ufficialmente, definì la nozione di tour di una squadra dell'emisfero settentrionale nell'emisfero meridionale.
Tre anni dopo la Western Province union sudafricana invitò le Unions britanniche per un tour. Poiché la squadra, pur con giocatori gallesi e scozzesi, era stata organizzata dalla rugby Football Union inglese, alcuni vedono il tour come tour della “Nazionale di rugby inglese”. Il team giocò contro varie selezioni regionali del Sud Africa (che non esisteva ancora come entità statale vera e propria). In tale occasione fu creata la Currie Cup, trofeo che fu messo originariamente in palio dal governatore delle province britanniche, Donald Currie, per la squadra Sud Africana che avesse ottenuto il miglior risultato contro i “Turisti”. Il successo arrise alla provincia di Griqualand West. Tale trofeo è ancora oggi messo in palio per il campionato nazionale sudafricano.
Nel 1896 le isole britanniche tornarono in Sud Africa: Giocarono anche 4 incontri contro una selezione sudafricana (non ancora ufficialmente riconosciuta) vincendo 3 match e perdendone uno. Per la Prima volta presero parte alla spedizione anche giocatori irlandesi.
Nel 1899 le Isole Britanniche tornarono in Australia dopo 11 anni. Per la prima volta erano presenti nei 21 giocatori, rappresentanti di tutte e quattro le nazioni. Disputò 21 partite anche contro i team statali di Northern Queensland e Victoria. Si giocarono 4 test match contro la Australia. I turisti ne vinsero 3.
Nel 1903 vi fu il ritorno in Sud Africa, all'indomani della Guerra Anglo-Boera. Sconfitti nella prima partita da Western Province in Città del Capo, persero poi la serie contro la selezione sudafricana pareggiandone 2 e perdendo la terza per 8-0.
Meno di un anno dopo vi fu il tour in Australia e Nuova Zelanda. I turisti travolsero i team australiani, vincendo 3 match su 3 contro la Australia. In Nuova Zelanda le cose furono più equilibrate e i Lions furono sconfitti nell‘unico test contro la Nuova Zelanda.
Nel 1908 il tour prevedeva incontri in Nuova Zelanda ed Australia. Non parteciparono giocatori irlandesi e scozzesi e tale tour non è ufficialmente riconosciuto come tour dei Lions ma di una selezione denominata “Anglo-Welsh”.
Gli anglo-gallesi furono dominati dalle squadre neozelandesi ma si riscattarono contro gli australiani. Secondo alcuni commentatori, la debolezza delle proprie squadre favorì la conversione di parte del movimento rugbistico australiano alla rugby League, in particolare nel Queensland.

### 1910 - 1949

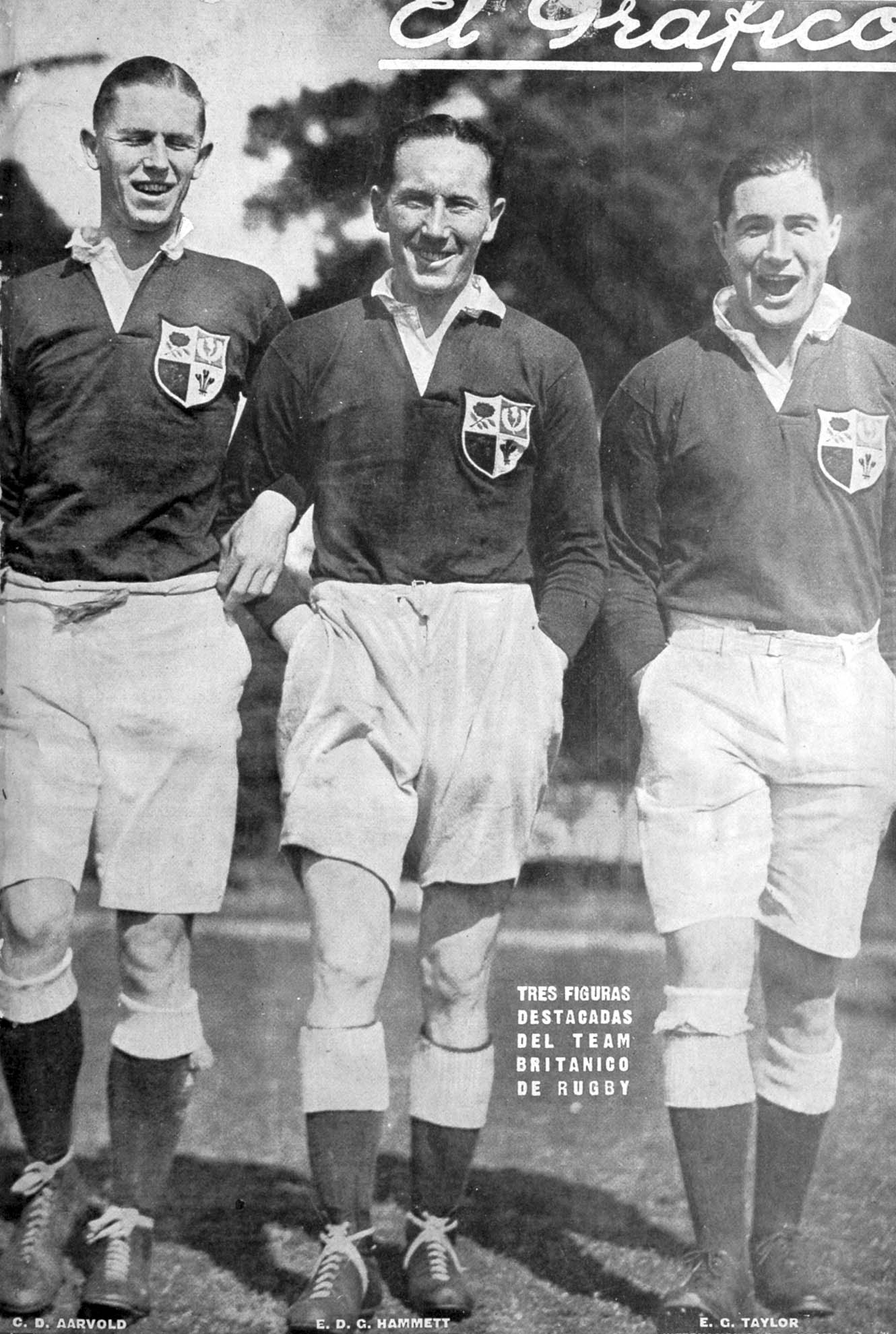
C. Aarvold, E. Hammett and E. Taylor in Argentina, 1927.

Nel 1910 per la prima volta la selezione avvenne ad opera di dirigenti delle 4 home unions e il tour in Sud Africa, è il primo tour ufficiale della neonata nazione. Il team non brillò negli incontri non ufficiali, ossia al di fuori dei test Match (ne furono vinti la metà).
Si disputarono 3 match contro il Sud Africa, vincendone uno e perdendone 2.
Quell'anno ci fu un tour “apocrifo”: una squadra organizzata dall'Università di Oxford, con anche alcuni giocatori scozzesi, si recò in Argentina.
A causa della prima guerra mondiale ci vollero 14 anni per vedere una selezione Britannica in tour. Un tour disastroso con 4 sconfitte in 4 test match contro il Sud Africa
Nel 1927 si svolse un breve tour ufficioso in Argentina, con nove successi in nove match.
Nel 1930 vi fu il ritorno in Nuova Zelanda e Australia con 4 sconfitte contro gli All Blacks e una contro i Wallabies.
Nel 1936 I Lions tornarono per un facile tour in Argentina . Vinsero agevolmente tutti i match, subendo una sola meta in 10 partite.
Nel 1938 vi fu il tour in Sudafrica, con la vittoria nella maggior parte delle partite non ufficiali, due sconfitte e la vittoria nella partita finale nei test contro gli Springboks.

### 1950 - 1969
Il primo tour del dopoguerra si svolse in Nuova Zelanda ed Australia nel 1950. I Lions, che inauguravano la moderna divisa, vinsero 22 dei 29 match nei due paesi. Ottennero un clamoroso pareggio (9-9) con gli All Blacks. Persero però gli altri tre test, pur giocando bene.
Le cose andarono meglio in Australia, dove vinsero tutte le partite, compresi due test match contro i Wallabies meno l'incontro finale contro un XV del Nuovo Galles del Sud in Newcastle.
Nel 1955 il tour in Sudafrica fu forse il migliore sino ad allora. Vinsero 19 incontri su 25 e pareggiarono 2-2 la serie di 4 test con il Sud Africa
Nel 1959 il tour in Australia e Nuova Zelanda fu altrettanto riuscito con due successi contro la Australia e due vittorie su 3 contro la Nuova Zelanda.
Nel 1962 il tour in Sud Africa vide i Lions vincere 16 match su 25 ma perdere tutti e tre i test match contro gli Springboks.
Nel 1966 per il tour in Australia e Nuova Zelanda, venne nominato come unico coach John Robins che guidò i Lions ad una serie di 7 vittorie (due test match) e un pareggio in Australia.
Meno fortunato fu il resto del tour in Nuova Zelanda in cui persero tutti i match contro gli All Blacks. I Lions sconfissero anche il Canada per 19-8 in un match giocato durante il ritorno a Toronto Toronto.
Il tour del 1968 in Sud Africa vide i Lions vincere 15 incontri su 16 contro le selezioni provinciali, ma persero 3 match (più un pareggio) contro gli Springboks

### 1970 - 1979
Gli anni '70 segnarono la rinascita dei Lions. Il team del 1971, centrato attorno alla coppia di mediani gallesi Gareth Edwards e Barry John, conquistò la serie contro gli All Blacks. Il tour partì contro una sconfitta contro Queensland ma proseguì con 11 successi consecutivi. I Lions superarono gli All Blacks con due successi, un pareggio e una sconfitta.
Il miglior tour della storia dei Lions fu il tour del 1974 in Sud Africa sotto la guida dell'avanti Irlandese Willie John McBride. Fu una serie di 22 match senza sconfitte con 3 vittorie ed un pareggio con gli Springboks.
Questa serie di test fu caratterizzata da molta violenza. Il management dei Lions era persuaso che gli Springboks sottomettessero gli avversari sul piano dello scontro fisico, facilitati dal fatto che a quel tempo l'arbitro proveniva dalla nazione ospitante, le sostituzioni erano possibili solo con un medico a garantire che il giocatore non fosse in condizione di continuare, non c'erano prove televisive né guardialinee abilitati ad intervenire per punire scorrettezze come calci, pugni o testate. I Lions decisero di reagire, intervenendo per primi, con la infame “chiamata 99”, (99 è l'abbreviazione di 999, il numero di emergenza per polizia, ambulanze e vigili del fuoco nel Regno Unito). L'idea nacque dalla convinzione che l'arbitro non avrebbe potuto espellere tutti i Lions se essi si fossero ribellati in gruppo contro queste violenze. La battaglia dello Stadio Boet Erasmus fu una delle più violente della storia del rugby.
Il tour del 1977 in Nuova Zelanda vide i Lions perdere solo due dei match non ufficiali (contro una squadra universitaria e contro Figi) e perdere la serie di Test Match, vincendone uno e perdendo gli altri tre.

### 1980 - 2017
I Lions tornarono in Sud Africa nel 1980. Il team completò una serie perfetta nelle partite non ufficiali con 14 vittorie su 14. Nei test match, invece, persero i primi tre incontri contro gli Springboks e vinsero solo l'ultimo.
Nel tour del 1983 contro la Nuova Zelanda i Lions conseguirono un buon risultato nei test ufficiosi, ma subirono un “cappotto” contro gli All-Blacks.
Il tour in Australia del 1989 fu breve, solo 12 incontri. I Lions vinsero tutti e 8 i match ufficiosi e la serie contro l'Australia (2 vittorie ad una).
Il tour del 1993 fu l'ultimo dell'era del dilettantismo. I turisti vinsero sei “non-test match” su 7 ma persero 2-1 la serie con la Nuova Zelanda.
Il tour del 1997 fu un successo per i Lions che persero solo due match in tutto e vinsero la serie con gli Springboks per due successi a uno.
Nel 2001 toccò all'Australia ospitare la visita dei Lions e i Wallabies vinsero la serie per due vittorie a una.
Il tour del 2005 si è svolto in Nuova Zelanda e gli All Blacks hanno vinto la serie 3-0.
Nel 2009 in Sud Africa i Lions sono stati sconfitti dagli Springbok che si sono aggiudicati la serie per due vittorie a una.
Il tour del 2013 vede prevalere i Lions con 2 vittorie a 1 contro l'Australia.
Quattro anni dopo, per la prima volta nell'era professionistica, il tour dei Lions, questa volta in Nuova Zelanda, finisce in perfetta parità: 1-1-1.

## Uniforme
Dal 1950 la divisa prevede maglietta rossa, pantaloncini bianchi e calzettoni blu che sono i colori nazionali del Regno Unito. Per il tour 2017 e 2021 il fornitore è stato Canterbury of New Zealand.
| Manica sinistra · Manica sinistra · Maglietta · Maglietta · Manica destra · Manica destra · Pantaloncini · Calzettoni |
| 1888, 1891 |

| Manica sinistra · Manica sinistra · Maglietta · Maglietta · Manica destra · Manica destra · Pantaloncini · Calzettoni |
| 1899, 1904 |

| Manica sinistra · Maglietta · Maglietta · Manica destra · Pantaloncini · Calzettoni |
| 1908                                                                                |

| Manica sinistra · Maglietta · Maglietta · Manica destra · Pantaloncini · Calzettoni |
| 1910-1938                                                                           |

| Manica sinistra · Maglietta · Maglietta · Manica destra · Pantaloncini · Calzettoni |
| 1950-attuale                                                                        |

## Tour

### Formato
I Lions sono un team itinerante che gioca solitamente contro le tre nazionali maggiori dell'emisfero sud: Australia, Sud Africa e Nuova Zelanda. Saltuariamente hanno visitato anche Argentina e Canada prima della seconda guerra mondiale. Attualmente i tour si svolgono ogni 4 anni e prevedono 3 incontri.
A rompere la tradizione, un match "casalingo" pre-tour si è svolto nel 2005, a Cardiff, contro i Pumas Argentini. Finì 24-28 per i Pumas.
Nel periodo del tour, oltre agli incontri contro le tre nazionali maggiori, vengono giocate altre partite contro squadre di club o altre selezioni locali. Questi incontri si tengono solitamente durante la settimana.

### Risultati
| Numero | Anno | Destinazione  | Capitani                             | Allenatori                    | Esito della serie (v-n-p)               |
| ------ | ---- | ------------- | ------------------------------------ | ----------------------------- | --------------------------------------- |
| 1º     | 1888 | Australasia   | Robert Seddon Andrew Stoddart        | Alfred Shaw Arthur Shrewsbury | n/a                                     |
| 2º     | 1891 | Sudafrica     | Bill Maclagan                        | Edwin Ash                     | 3-0-0                                   |
| 3º     | 1896 | Sudafrica     | Johnny Hammond Tom Crean             | Roger Walker                  | 3-0-1                                   |
| 4º     | 1899 | Australia     | Matthew Mullineux Frank Stout        | Matthew Mullineux             | 3-0-1                                   |
| 5º     | 1903 | Sudafrica     | Mark Morrison                        | Johnny Hammond                | 0-0-1                                   |
| 6º     | 1904 | Australasia   | David Bedell-Sivright Teddy Morgan   | Arthur O'Brien                | 3-0-0 (Australia) 0-0-1 (Nuova Zelanda) |
| 7º     | 1908 | Australasia   | Arthur Harding                       | George Harnett                | 0-1-2 (Nuova Zelanda)                   |
| 8º     | 1910 | Sudafrica     | Tommy Smyth Jack Jones               | William Cail Walter E. Rees   | 1-0-2                                   |
| n/a    | 1910 | Argentina     | John Raphael                         | R.V. Stanley                  | 1-0-0                                   |
| 9º     | 1924 | Sudafrica     | Ronald Cove-Smith                    | Harry Packer                  | 0-1-3                                   |
| n/a    | 1927 | Argentina     | David MacMyn                         | James Baxter                  | 4-0-0                                   |
| 10º    | 1930 | Australasia   | Doug Prentice Carl Aarvold           | James Baxter                  | 1-0-3 (Nuova Zelanda) 0-0-1 (Australia) |
| n/a    | 1936 | Argentina     | Bernard Gadney                       | Doug Prentice                 | 1-0-0                                   |
| 11º    | 1938 | Sudafrica     | Sam Walker                           | Bernard Hartley               | 1-0-2                                   |
| 12º    | 1950 | Australasia   | Karl Mullen Bleddyn Williams         | Leslie B. Osborne             | 0-0-3 (Nuova Zelanda) 2-0-0 (Australia) |
| 13º    | 1955 | Sudafrica     | Robin Thompson Cliff Morgan          | Jack Siggins                  | 2-0-2                                   |
| 14º    | 1959 | Australasia   | Ronnie Dawson                        | O.B. Glasgow                  | 2-0-0 (Australia) 1-0-3 (Nuova Zelanda) |
| 15º    | 1962 | Sudafrica     | Arthur Smith Dickie Jeeps            | Harry McKibbin                | 0-1-3                                   |
| 16º    | 1966 | Australasia   | David Watkins Mike Campbell-Lamerton | John Robins                   | 2-0-0 (Australia) 0-0-4 (Nuova Zelanda) |
| 17º    | 1968 | Sudafrica     | Tom Kiernan                          | Ronnie Dawson                 | 0-1-3                                   |
| 18º    | 1971 | Nuova Zelanda | John Dawes                           | Carwyn James                  | 2-1-1                                   |
| 19º    | 1974 | Sudafrica     | Willie John McBride                  | Syd Millar                    | 3-1-0                                   |
| 20º    | 1977 | Nuova Zelanda | Phil Bennett                         | John Dawes                    | 1-0-3                                   |
| 21º    | 1980 | Sudafrica     | Bill Beaumont                        | Noel Murphy                   | 1-0-3                                   |
| 22º    | 1983 | Nuova Zelanda | Ciaran Fitzgerald                    | Jim Telfer                    | 0-0-4                                   |
| 23º    | 1989 | Australia     | Finlay Calder                        | Ian McGeechan                 | 2-0-1                                   |
| 24º    | 1993 | Nuova Zelanda | Gavin Hastings                       | Ian McGeechan                 | 1-0-2                                   |
| 25º    | 1997 | Sudafrica     | Martin Johnson                       | Ian McGeechan Jim Telfer      | 2-0-1                                   |
| 26º    | 2001 | Australia     | Martin Johnson                       | Graham Henry                  | 1-0-2                                   |
| 27º    | 2005 | Nuova Zelanda | Brian O'Driscoll Gareth Thomas       | Sir Clive Woodward            | 0-0-3                                   |
| 28º    | 2009 | Sudafrica     | Paul O'Connell                       | Ian McGeechan                 | 1-0-2                                   |
| 29º    | 2013 | Australia     | Sam Warburton                        | Warren Gatland                | 2-0-1                                   |
| 30º    | 2017 | Nuova Zelanda | Sam Warburton                        | Warren Gatland                | 1-1-1                                   |
| 31º    | 2021 | Sudafrica     | Alun Wyn Jones Conor Murray          | Warren Gatland                | 1-0-2                                   |
| 32º    | 2025 | Australia     | Maro Itoje                           | Andy Farrell                  | 1-0-0                                   |

## Statistiche

### Riepilogo deitest match
| Avversario    | Anni      | G   | V  | N  | P  | F     | S     | P±   |
| ------------- | --------- | --- | -- | -- | -- | ----- | ----- | ---- |
| Argentina     | 2005-2025 | 2   | 0  | 1  | 1  | 49    | 53    | -4   |
| Australia     | 1899-2013 | 23  | 17 | 0  | 6  | 414   | 248   | +166 |
| Nuova Zelanda | 1904-2017 | 38  | 6  | 3  | 29 | 345   | 634   | -289 |
| Sudafrica     | 1891-2021 | 46  | 17 | 6  | 23 | 516   | 600   | -84  |
| Totali        | Totali    | 108 | 40 | 10 | 58 | 1 300 | 1 507 | -207 |